# Jay Underwood

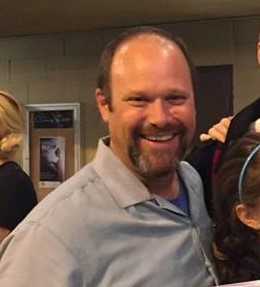
Jay Underwood (2016)

Jay Underwood (* 1. Oktober 1968 in Minneapolis, Minnesota) ist ein US-amerikanischer Schauspieler und Pastor.

## Karriere
Underwood begann seine Karriere als Teenager Mitte der 1980er Jahre und spielte Hauptrollen in Spielfilmen, u. a. als Eric Gibb in The Boy Who Could Fly, Chip Carson in Not Quite Human, Grover Dunn in The Invisible Kid, Sonny Bono in And the Beat Goes on – Die Sonny-und-Cher-Story oder Motte in Allein mit Onkel Buck.
Underwood arbeitete von August 2005 bis Juni 2007 als Junior High Pastor für die Calvary Bible Church in Burbank, während er das Master’s Seminary besuchte, und ist nun hauptberuflich Pastor der First Baptist Church of Weaverville.

## Deutsche Synchronstimme
Underwood erhielt nie eine feste Synchronstimme, es waren u. a. Gerald Schaale (Liebesflüstern), Mario Hassert (Road to Redemption), Björn Schalla (The Invisible Kid – Synchronisation: 1992), Gerald Paradies (Emergency Room) oder Nicolas König (Allein mit Onkel Buck).

## Filmografie (Auswahl)
Filme
- 1986: Der Knabe, der fliegen konnte (The Boy Who Could Fly)
- 1987: Roboto, die Menschmaschine (Not Quite Human, Fernsehfilm)
- 1988: The Invisible Kid
- 1989: Allein mit Onkel Buck (Uncle Buck)
- 1989: Chip wird erwachsen (Not Quite Human II, Fernsehfilm)
- 1992: Chip schafft alle (Still Not Quite Human, Fernsehfilm)
- 1999: And the Beat Goes on – Die Sonny-und-Cher-Story (The Beat Goes On: The Sonny & Cher Story, Fernsehfilm)
- 2001: Road to Redemption
- 2010: No Greater Love
- 2025: The Fantastic Four: First Steps

Serien
- 1989: 21 Jump Street – Tatort Klassenzimmer (21 Jump Street, eine Folge)
- 1993: Die Abenteuer des jungen Indiana Jones (The Young Indiana Jones Chronicles, 3 Folgen)
- 1994: Mord ist ihr Hobby (Murder, She wrote, eine Folge)
- 2000: Star Trek: Raumschiff Voyager (Star Trek: Voyager , eine Folge)

## Auszeichnungen (Auswahl)
- 1986: Young Artist Award für The Boy Who Could Fly[2]